# Фактори росту
Фактори росту — клас невеликих природних пептидів та білків, що беруть участь у сигнальних системах організму еукаріотів, зв'язуючись із рецепторами на поверхні клітин із головною метою стимулювання  росту та диференціації. Крім того, фактори росту важливі для регулювання різноманітності клітинних процесів.
Конкретний ефект на клітину та тип клітин, на які діє фактор росту, залежить від конкретного фактору. Наприклад, білок морфогенезу кісток стимулює диференціацію клітин кісток, тоді як фактор росту фібробластів і васкулоендотеліальний фактор росту стимулюють диференціювання кровоносних судин (ангіогенез).
Термін «фактори росту» часто використовується рівноцінно із термінами «цитокіни» та «гормони». Проте, на відміну від гормонів, фактори росту секретуються локально та мають обмежену область дії, тоді як гормони переносяться кровтоком і мають ефект на дуже віддаленні тканини організму. Крім того, гормони не обов'язково мають пептидну природу.
Цитокіни ж історично були пов'язані з гемопоетичними (кровотворними) клітинами і клітинами імунної системи (наприклад, лімфоцитами і клітинами тканин селезінки, тимусу і лімфатичних вузлів). Проте, із поєднанням різних напрямків досліджень стало ясно, що деякі сигнальні білки гемопоетичних клітин та клітин імунної системи також діють і на інші типи клітин і тканин протягом розвитку і в зрілому організмі. Таким чином зараз термін «фактор росту» зберігає значення факторів, що мають ефект на ріст та диференціацію, а «цитокіни» має нейтральне значення, і означає сигнальні фактори, що діють на інші клітини. У цьому значенні деякі циоткіни можуть одночасно бути і факторами росту, наприклад G-CSF і GM-CSF. Проте, деякі цитокіни мають перешкоджаючий ефект на ріст клітини та диференціацію. Інші ж, наприклад FasL, використовуються як «передсмертні» сигнали; вони примушують певні клітини запускати запрограмовану смерть клітини — апоптоз.

## Приклади факторів росту
Індивідуальні фактори росту зазвичай належать до білих сімейств структурних та білків, що мають відношення до розвитку організму. Відомо десятки факторів росту відомих під назвами TGF-бета (трансформуючий фактор росту бета), BMP (білки морфогенезу кісток]), нейротрофіни (NGF, BDNF і NT3), фактори росту фібробластів (FGF) тощо. Кілька найкраще відомих факторів росту наведені нижче:
- Трансформуючий фактор росту бета (TGF-β)
- Гранулоцитарний колонієстимулюючий фактор (G-CSF)
- Колонієстимулюючий фактор росту гранулоцитів і макрофагів (GM-CSF)
- Нервовий фактор росту (NGF)
- Нейротрофіни
- Тромбоцитарний фактор росту[en] (PDGF)
- Еритропоетин (EPO)
- Тромбопоетин (TPO)
- Міостатин (GDF-8)
- Фактор диференціації і росту-9 (GDF9)
- Кислий фактор росту фібробластів (aFGF або FGF-1)
- Основний фактор росту фібробластів (bFGF або FGF-2)
- Епідермальний фактор росту (EGF)
- Фактор росту гепатоцитів (HGF)

## Використання в медицині
Протягом останніх десятиліть, фактори росту все частіше використовуються в лікуванні гематологічний, онкологічних і серцево-судинні хвороби, таких як:
- Нейтропенія
- Мієлодисплазія (MDS)
- Лейкемія
- Апластична анемія
- Пересаджування кісткового мозку
- Стимулювання ангіогенезу при серцево-судинних хворобах